# Chellomedia
Chellomedia leverde digitale betaaltelevisie-kanalen met premium sport- en filmprogrammering (zoals Film1 en Sport1), en ook thematische kanalen aan kabelmaatschappijen en andere aanbieders van televisiediensten.
Chellomedia was de Europese content- en digitale diensten divisie van Liberty Global Inc. Op 21 mei 2013 kondigde Liberty Global aan dat het Chellomedia in de verkoop had gezet. Op 28 oktober 2013 werd bekendgemaakt dat Liberty Global Inc. Chellomedia voor $ 1.035 miljard zou verkopen aan AMC Networks. De verkoop werd op 2 februari 2014 bezegeld waarmee een einde kwam aan Chellomedia. Het bedrijf werd ondergebracht bij AMC Networks International.
Film1 werd op 21 juli 2015 door Liberty Global Inc. verkocht aan Sony. Sport1 is op 12 november 2015 door Liberty Global Inc. bij Ziggo ondergebracht en is overgegaan in Ziggo Sport.

## Televisiekanalen van Chellomedia
- AM Sports (America Sports)
- Bio (Spanje) joint venture met A+E Networks UK
- Buzz
- Canal 18
- Canal (á)
- Canal Cocina
- Canal Ella
- Canal de História joint venture met A+E Networks UK
- Canal Hollywood joint venture met ZON Multimédia
- Canal MGM Spanje
- Canal Panda joint venture met ZON Multimédia
- CBS Action joint venture met CBS Studios International
- CBS Drama joint venture met CBS Studios International
- CBS Europa joint venture met CBS Studios International
- CBS Reality joint venture met CBS Studios International
- Cinematk
- Cosmopolitan TV
- Crime & Investigation Network Europe joint venture met A+E Networks UK
- Crimen & Investigación joint venture met A+E Networks UK
- Decasa
- Elgourmet
- Europa Europa
- Extreme Sports Channel
- Film & Arts
- Film Café
- Film Mania
- Fine Living Network joint venture met Scripps Networks Interactive
- Food Network joint venture met Scripps Networks Interactive
- History Europe joint venture met A+E Networks UK
- Horror Channel joint venture met CBS Studios International
- JimJam joint venture met HIT Entertainment
- Megamax
- MGM Channel EMEA
- Minimax
- MOV joint venture met ZON Multimédia
- Natura
- OBN
- Odisea/Odisseia
- Outdoor Channel joint venture met Outdoor Channel Holdings Inc.
- Panda Biggs joint venture met ZON Multimédia
- Reality TV
- ShortsTV joint venture met Shorts International
- Sol Música
- Somos
- Sport 1
- Sport 2
- Sport M
- Spektrum
- Spektrum Home
- TV Paprika
- XTRM